# Skarżysko Kościelne
Skarżysko Kościelne ((uitspraakⓘ)) is een dorp in het Poolse woiwodschap Święty Krzyż, in het district Skarżyski. De plaats maakt deel uit van de gemeente Skarżysko Kościelne en telt 2700 inwoners.

## Verkeer en vervoer
- Station Skarżysko Kościelne